# Elecciones generales de Malta de 1865
Entre el 9 y el 14 de enero de 1865 se celebraron en Malta elecciones generales.

## Antecedentes
Las elecciones se realizaron bajo la constitución de 1849, con lo que de los 18 miembros diez serían designados y ocho electos.

## Resultados
2.685 personas tenían derecho a voto, de las que 2.329 votaron, dando una participación del 87%.
| Miembros electos                   | Miembros electos | Miembros electos |
| Nombre                             | Votos            | Notas            |
| ---------------------------------- | ---------------- | ---------------- |
| Ruggerio Sciortino                 | 1.105            | Reelegido        |
| Filippo Pullicino                  | 967              | Reelegido        |
| Pasquale Mifsud                    | 939              | Reelegido        |
| Carlo Maria Muscat                 | 610              |                  |
| Emmanuel Scicluna                  | 504              | Reelegido        |
| Franco M Torregiani                | 444              |                  |
| Michele Tabib Briffa               | 381              |                  |
| Vincenzo Manduca Piscopo Macedonia | 136              | Elegido por Gozo |
| Fuente: Schiavone, p175            |                  |                  |